# Johannes H. E. Koch

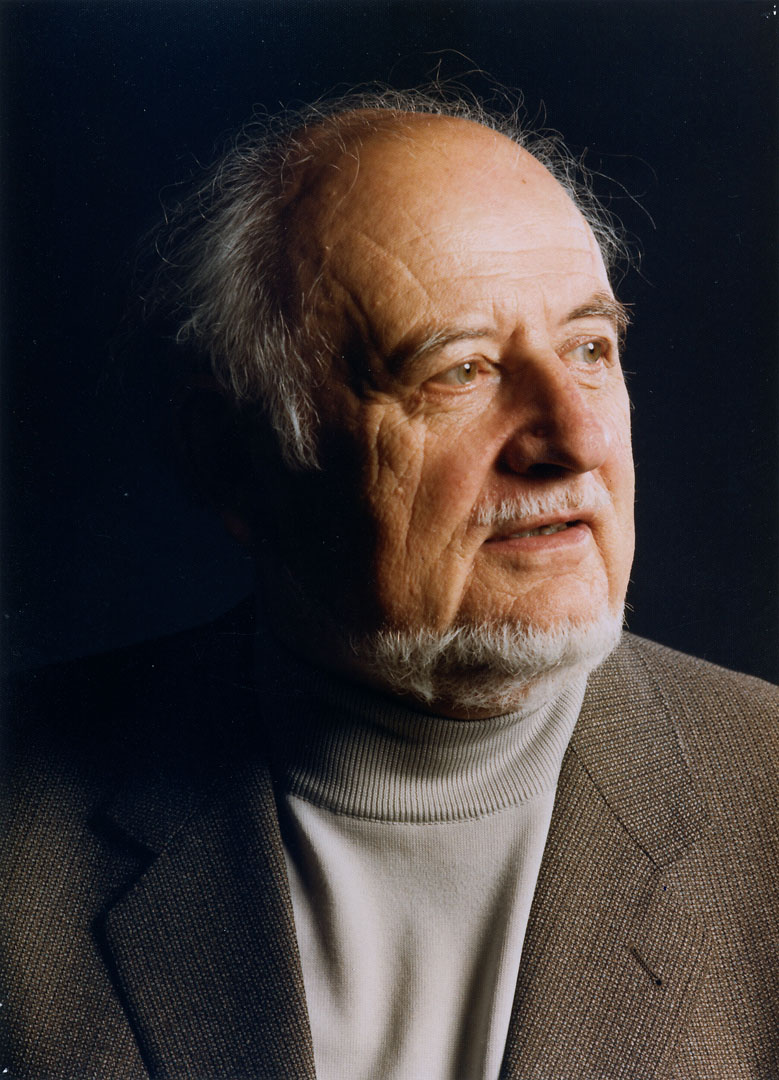
Johannes H.E. Koch

Johannes Hermann Ernst Koch (* 23. März 1918 in Groß Börnecke; † 14. September 2013 in Herford) war ein deutscher Komponist, Kirchenmusiker, Kirchenmusikdirektor und Musikpädagoge.

## Leben
Koch wuchs in Leipzig auf, wo er zunächst Mitglied des Thomanerchors war, und studierte dort anschließend am Kirchenmusikalischen Institut bei Karl Straube, Karl Hoyer, Hermann Ernst Koch und Johann Nepomuk David. Nach Ende des Zweiten Weltkriegs studierte er an der Musikakademie in Detmold bei Kurt Thomas und Günter Bialas (Komposition).
Koch half Wilhelm Ehmann beim Aufbau der Kirchenmusikschule Herford, der heutigen Hochschule für Kirchenmusik. Dort war er bis 1988 als Lehrer für Tonsatz und Komposition tätig.
An der Stiftberger St.-Marien-Kirche in Herford war er 25 Jahre als Kantor und Bläserchorleiter tätig.
Seine Kompositionen umfassen fast alle Gattungen der Instrumental- und Vokalmusik. Ein besonderer Schwerpunkt lag auf der Komposition von Werken für Posaunenchöre. Eines seiner wichtigsten Werke ist die für den Kirchentag 1969 in Stuttgart komponierte Bergrede nach einem Text von Rudolf Otto Wiemer.
2000 wurde ihm in Anerkennung seines Lebenswerks als Komponist, Kirchenmusiker und Musikpädagoge das Bundesverdienstkreuz am Bande verliehen.

## Werke (Auszug)
- Konzert für Orgel und Streichinstrumente (1956)
- Bergrede (1969)
- Loud in Space (1981)
- Maria Magdalena (1981)
- Markuspassion (1999)
- Lukaspassion (2001)
- Capriccio für Harfe
- Der Sonnengesang des Hl. Franziskus von Assisi
- Canticum II
- Tönende Steine
- Michael Praetorius-Variationen
- Johannes der Täufer und Jesus der Christus (2007)